# (15875) 1996 TP66
(15875) 1996 TP66 là một plutino nằm sau Hải Vương tinh nằm ở vùng rìa ngoài của Hệ Mặt Trời, có đường kính khoảng 154 km. Nó được khám phá vào ngày 11 tháng 10 năm 1996 bởi các nhà thiên văn học Jane Luu, David C. Jewitt và Chad Trujillo tại Đài quan sát Mauna Kea, Hawaii.

## Quỹ đạo và thông tin cơ bản
(15875) 1996 TP66 thuộc nhóm các plutino, được đặt theo tên tiếng Anh của vật thể lớn nhất trong số đó là Diêm Vương tinh. Plutino là các thiên thể cộng hưởng bên ngoài Hải Vương tinh, tức là chúng chỉ quay quanh Mặt Trời hai lần trong khi Hải Vương tinh quay ba lần.
Plutino này quay quanh Mặt Trời ở một khoảng cách từ 26.3 - 52.0 AU mỗi 244 năm và 10 tháng. Nó có một độ lệch tâm lớn là 0.33 và có độ nghiêng là 6 độ với khía cạnh hình elip. Với các plutino khác, (15875) 1996 TP66 có quỹ đạo có hình elip nhất, với cùng điểm ở giữa chừng Thiên Vương tinh (19.2 AU) và Hải Vương tinh (30.1). Độ lệch tâm của (15875) 1996 TP66 đi đến trong vòng 6.9 AU của Thiên Vương tinh và giữ nguyên hơn 22.6 AU từ Hải Vương tinh hơn một thời kỳ 14,000 năm.

### Trong quỹ đạo của Hải Vương tinh
Năm 2000, (15875) 1996 TP66 lại gần Mặt Trời nhất tại 26.3 AU và hiện tại đi ra xa với khoảng cách là 29.2 từ cuối năm 2018. Điều này có nghĩa là plutino nhỏ này vẫn nằm trong quỹ đạo của Hải Vương tinh với một quỹ đạo bán chính là 30.1 AU. Các thiên thể hiện tại cũng đang nằm trong quỹ đạo của Hải Vương tinh là 38628 Huya và plutino 2004 EW95.

## Đánh số và đặt tên
Hành tinh vi hình này được đánh số vào ngày 26 tháng 7 năm 2000 bởi Trung tâm Hành tinh vi hình và nhận được con số 15875. Tính đến bây giờ, nó vẫn chưa được đặt tên.